# James Serrin
James Burton Serrin (* 1. November 1926 in Chicago; † 23. August 2012 in Minneapolis) war ein US-amerikanischer Mathematiker, der sich vor allem mit Differentialgleichungen (partiellen und gewöhnlichen) sowie Kontinuumsmechanik und Thermodynamik beschäftigt.

## Leben und Wirken
Serrin wurde 1951 an der Indiana University bei David Gilbarg promoviert (The existence and uniqueness of flows solving four free boundary problems). Danach war er 1951 Instructor in Princeton und 1952 bis 1954 Moore-Instructor am Massachusetts Institute of Technology (MIT). 1954 war er Assistant Professor an der University of Minnesota, 1954 Associate Professor und 1959 Professor (ab 1969 Regents Professor). 1964/65 war er dort Dekan der mathematischen Fakultät. Seit 1995 war er dort Professor Emeritus. Er war Gastprofessor unter anderem an der Stanford University, an der Oxford University, am Mittag-Leffler-Institut in Stockholm und an der University of Chicago. 
Serrin beschäftigte sich beispielsweise mit den partiellen Differentialgleichungen der Hydrodynamik (Navier-Stokes-Gleichungen, Grenzschichttheorie), den mathematischen Grundlagen der Thermodynamik und Minimalflächen. Nach ihm ist der Satz von Gilbarg-Serrin über isolierte Singularitäten, das Serrin-Symmetrietheorem, der Satz von Meyers-Serrin (Proc. Nat. Acad. Sci., 1964), die Alexandrov-Serrin-Moving-Plane-Technik, der Peletier-Serrin-Eindeutigkeitssatz und das Serrin-Integral in der Variationsrechnung benannt.  
Er war seit 1952 verheiratet und hat drei Kinder.
1973 erhielt er den Birkhoff-Preis der American Mathematical Society (AMS), deren Mitglied er war. Er war Mitglied der National Academy of Sciences, der American Academy of Arts and Sciences und der finnischen Akademie der Wissenschaften. Er war Ehrendoktor von Ferrara, Padua und Sussex. 1970 war er Invited Speaker auf den Internationalen Mathematikerkongressen (Boundary curvatures and the solvability of Dirichlet´s problem) und 1983 (The structure and laws of thermodynamics).

## Schriften
- mit Patrizia Pucci: The Maximum Principle. Birkhäuser 2007.
- Mathematical Principles of classical fluid mechanics. in S.Flügge (Herausgeber): Handbuch der Physik, Band VIII/1, Strömungsmechanik 1, Springer-Verlag 1959.
- als Herausgeber: New Perspectives in Thermodynamics. Springer 1986.
- The problem of Dirichlet for quasilinear elliptic differential equations with many independent variables, Philosophical Transactions of the Royal Society A, Band 264, 1969, S. 413–496